# Artsyz
Artsyz (em ucraniano:  Арциз; em búlgaro:  Арциз Artsiz; em romeno:  Arciz, em turco:  Artsız ou Arsız, em alemão:  Artzis ou Arzis) é uma cidade da Ucrânia, situada no Oblast de Odessa. Tem 17,73 km² de área e sua população em 2020 foi estimada em 14.666 habitantes.